# 태평양데구
태평양데구 또는 모카섬데구(Octodon pacificus)는 데구과에 속하는 설치류의 일종이다. 칠레의 토착종이다. 자연 서식지는 아열대 또는 열대 기후 지역의 습윤 저지대 숲이다. 1994년 후터러(Rainer Hutterer) 박사가 분류했다. 근연종 커먼데구처럼, 모카섬데구는 주행성 동물(주로 낮에 활동)이다.